# 쿠사나기의 검

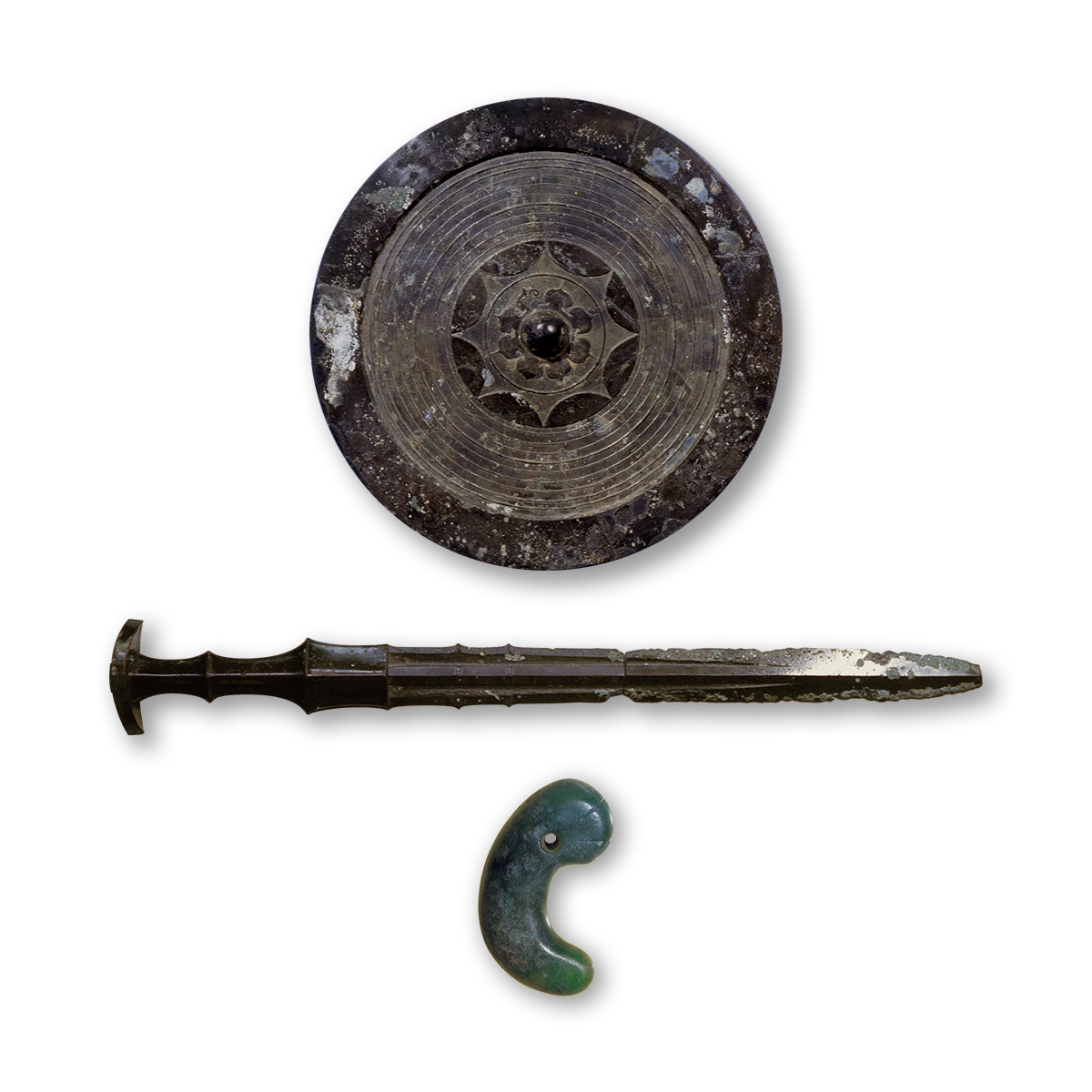

쿠사나기의 검(일본어: 草薙剣 くさなぎのつるぎ[*])은 일본 신화에 나오는 검이다. 초치검, 천총운검(天叢雲剣 아마노무라쿠모노츠루기[*])이라고도 하며, 천황가의 삼종신기의 하나이다. 스사노오가 오로치를 쓰러뜨리자 그 꼬리에서 나왔다. 아쓰타 신궁에 모셔져 있다고 하는데, 일각에선 진짜 초치검은 안토쿠 천황이 죽을 때 함께 물에 빠져 수장되었고 신궁에 모셔진 것은 가짜라고도 한다.

## 같이 보기
- 일본도